# Dieceza de Timișoara
Dieceza romano-catolică de Timișoara (în latină Dioecesis Timisoarensis, în germană Diözese Temeswar, în maghiară Temesvári Egyházmegye) este una din cele șase dieceze romano-catolice din România. Catedrala episcopală este Domul din Timișoara, cu hramul Sfântul Gheorghe. Din 2018 episcop romano-catolic de Timișoara este Iosif Csaba Pál.

## Date istorice
Prima atestare documentară a diecezei romano-catolice de Timișoara datează din 1030 când este menționată în Analele de la Pojon și se referă la consacrarea Sfântului Gerard ca episcop. Acesta este practic actul de naștere al vechii Dieceze de Cenad. Întemeietorul diecezei a fost Sfântul Ștefan, primul rege creștin al Ungariei, rege care îl va numi pe Gerard în anul 1030 în demnitatea de episcop al nou întemeiatei dieceze.

«Este cunoscut faptul că Gerard era preot si călugăr benedictin, de origine din Veneția-Murano, înainte de a fi numit episcop, datorita erudiției sale dobândite în mănăstirile și școlile ordinului său călugăresc, a activat ca educator al sfântului Emeric, fiul și moștenitorul sfântului Ștefan. Vita Sancti Gerardi, o foarte importantă sursă de informații istorice, ne prezintă strădaniile Sfântului Gerard pentru încrestinarea locuitorilor Diecezei sale, precum si măsurile de organizare luate sub episcopatul său. Este organizat Capitulul Catedralei de Cenad, primii canonici fiind concomitent si profesori pentru tinerii ce studiau în nou înființata scoală teologică, prima de acest fel de pe teritoriul de astăzi al Țării noastre. Cenadul cunoaște în această epocă, existența unei resedințe episcopale, a unui Capitul Catedral, a unei Școli Teologice, precum si a două mănăstiri supuse Sfântului Gerard
».

## Împărțire administrativă

### Din evul mediu până în 1930
În Evul Mediu Dieceza era sufragană a Arhiepiscopiei de Kalocsa și era împărțită în arhidiaconate: Cenad, Arad, Timiș, Între Timișuri (Temeskoz), Caraș, Keve-Torontal (Cuvin), și De dincolo de Mureș (Ultra Morisiensis). 
În anul 1923 episcopul Julius Glattfelder a fost expulzat de către autoritățile române, iar sediul diecezei s-a mutat de facto la Seghedin, în Ungaria. În anul 1930 a fost înființată o nouă episcopie la Timișoara, iar Episcopia de Seghedin și-a adăugat titulatura de Szeged-Csanad (Cenad), pe care o poartă până în prezent.

## Episcopii și administratorii diecezei
| Nume                | Titlu                                        | În funcție                   |
| ------------------- | -------------------------------------------- | ---------------------------- |
| Augustin Pacha      | administrator apostolic                      | 1927–1930                    |
| Augustin Pacha      | episcop                                      | 1930–1954 (arestat din 1950) |
| Joseph Pless        | ordinarius substitutus                       | 1948–1951                    |
| Iván Frigyér        | ordinarius substitutus                       | 1951–1954                    |
| Konrad Kernweisz    | ordinarius substitutus                       | 1954–1981                    |
| Ferdinand Hauptmann | ordinarius substitutus                       | 1981–1983                    |
| Sebastian Kräuter   | ordinarius substitutus ad nutum Sancti Sedis | 1983–1990                    |
| Sebastian Kräuter   | episcop                                      | 1990–1999                    |
| Martin Roos         | episcop                                      | 1999–2018                    |
| Iosif Csaba Pál     | episcop                                      | din 2018                     |